# Mezilesí (Pelhřimovi járás)
Mezilesí település Csehországban, a Pelhřimovi járásban. Mezilesí Lukavec, Smilovy Hory, Těchobuz, Salačova Lhota és Načeradec településekkel határos. Lakosainak száma 104 fő (2024. január 1.).

## Népesség
A település lakosságának változását az alábbi diagram mutatja:
| Lakosok száma | 660  | 612  | 565  | 320  | 229  | 131  | 118  | 122  | 109  | 104  |
|               | 1869 | 1890 | 1921 | 1950 | 1980 | 2001 | 2017 | 2019 | 2022 | 2024 |